# 카팍 유팡키

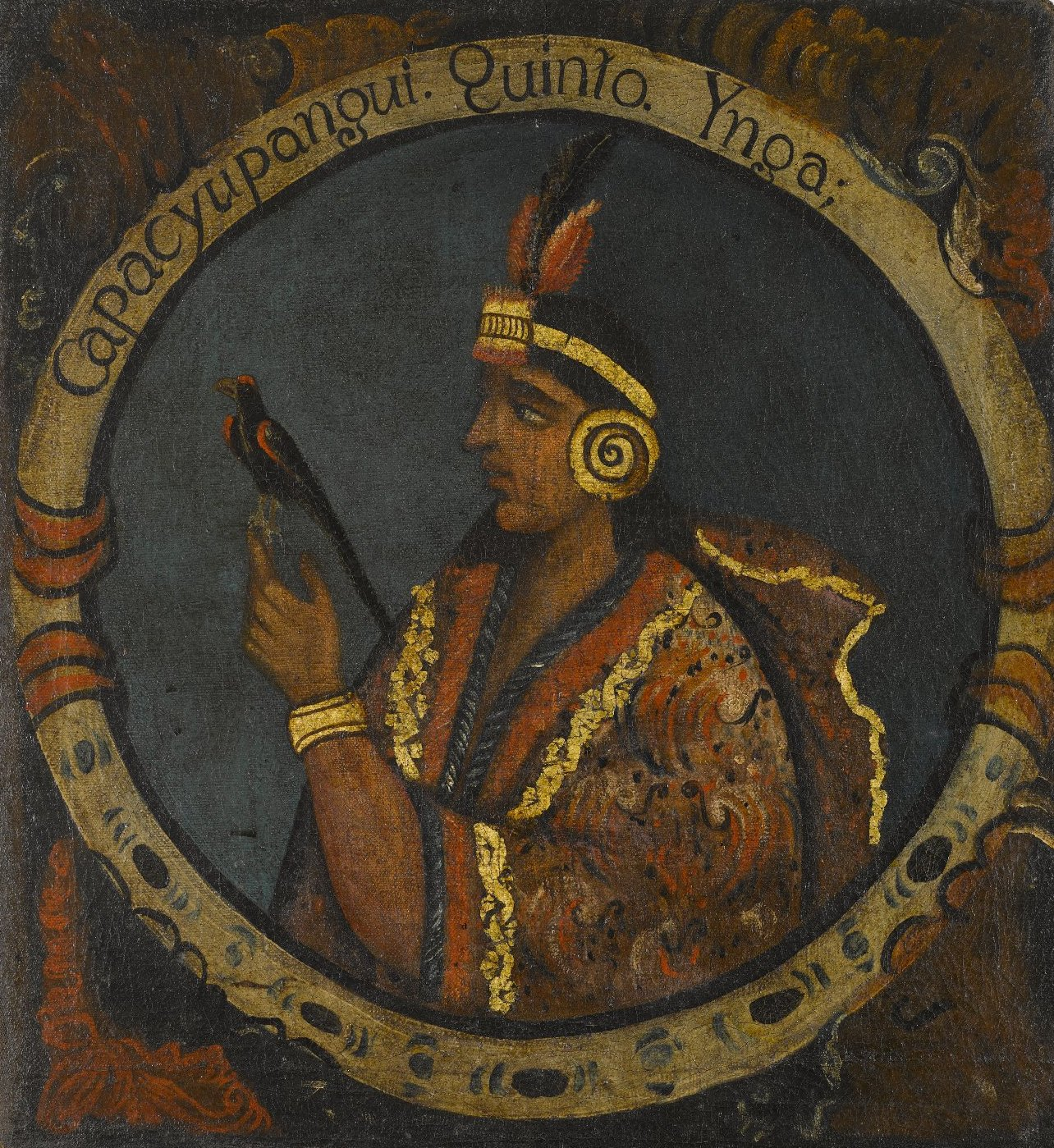
카팍 유팡키

카팍 유팡키(스페인어: Cápac Yupanqui)는 쿠스코 왕국의 다섯 번째 사파 잉카이자 후린 반족의 일원이었다.

## 가족 관계
카팍 유팡키는 전대 사파 잉카인 마이타 카팍의 아들이다. 카팍 유팡키에게는 형이 있었는데, 그의 형이 왕위 대신 고위 사제직에 오르게 되며 그가 사파 잉카의 자리에 오를 수 있게 되었다.  그의 아내는 마마 쿠시 힐페이이다. 그녀는 한때 잉카 부족의 가장 강력한 적수들 중 하나였던 안타 지방을 다스리던 왕의 딸이었다. 그가 쿠시 침보라고 불리는 여인과 낳은 자식이 장성하여 잉카 로카가 되는데, 그가 하난 왕조를 열게 된다.

## 통치
전설에 따르면 카팍 유팡키는 위대한 정복자였다. 기록에 따르면 그는 쿠스코 계곡 바깥으로 진출한 최초의 왕이었으며, 전대의 업적들을 뛰어넘는 성과들을 냈다고 한다. 그는 당시 낙후한 도시에 불과했던 쿠스코에 새로운 건물, 도로, 다리, 수로를 놓아 완전히 새로운 도시로 탈바꿈시켰다고 한다.

## 같이 보기
- 잉카 문명
- 사파 잉카